# Bagaya
Bagaya is een dorp in het Senegalese departement Bignona in de regio Ziguinchor, gelegen in het historische gebied van de Casamance. Bagaya maakt deel uit van de rurale gemeenschap Balinghore van het arrondissement Tendouck. Het ligt op de weg van Bignona naar Elana tussen Mandégane en Diatock.
Het dorp is gebouwd rond woonwijken, quartiers genaamd, een groep van een twintigtal woningen die verspreid liggen in de brousse. Rond het dorp liggen de rijstvelden (rizières) aan de rand van de uitlopers van de rivier Casamance.

## Bevolking en economie
Bagaya heeft 142 woningen. Er is een zeer jonge bevolking, maar de streek kampt met gebrek aan infrastructuur en werkgelegenheid. Er is nog altijd veel plattelandsvlucht omdat er in de streek te weinig onderwijsmogelijkheden zijn en er haast geen werkgelegenheid is. In de regio is er hoegenaamd geen industrie noch voedingsnijverheid.

## Faciliteiten
De wegen en de gebouwen verkeren in slechte toestand. Niet alle huizen zijn voorzien van elektriciteit en zelfs als er al elektriciteit is kan een koelkast of tv niet worden aangesloten omdat het gezinsinkomen te klein is. Dagelijks zijn er stroomonderbrekingen (coupures) van 1 tot 3 uur; dikwijls tussen 19 en 23 uur in de avond, of ook rond de middag.
Er is een dispensarium en een materniteit. De bevolking begrijpt het belang van een goede hygiëne en gezondheidszorg maar traditionele genezers en bijgeloof spelen nog altijd een grote rol.
Studenten kunnen wel naar de universiteit gaan in Ziguinchor of Dakar. Secundair onderwijs is er in Bignona.
De bevolking is zich nog te weinig bewust van de effecten van afval op het milieu. Concrete plannen zouden moeten worden ontwikkeld voor de recuperatie van bijvoorbeeld batterijen en plastiek.

## Landbouw en voeding

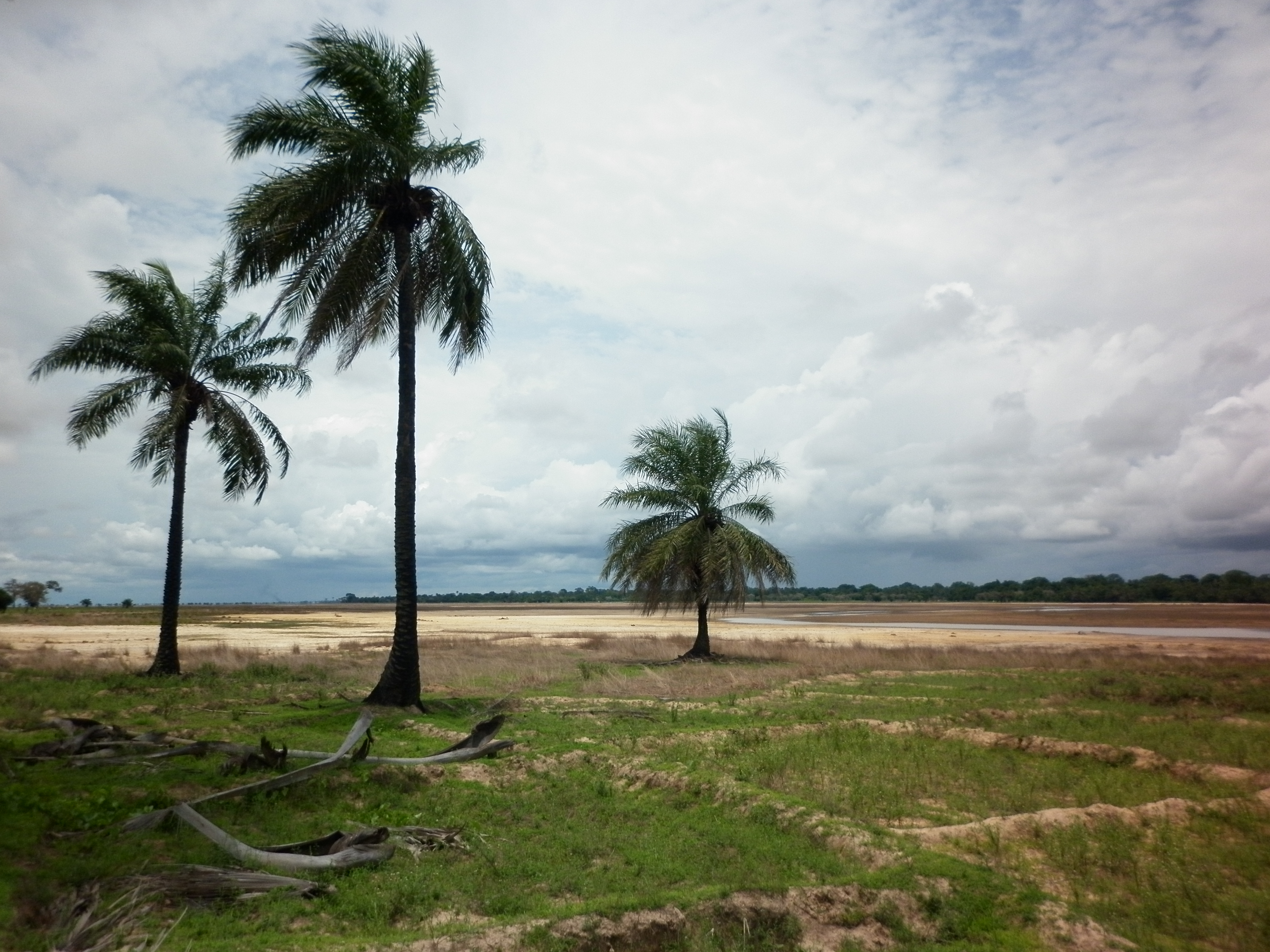
Rijstvelden

Het dorp ligt in het alluvium van de rivier Casamance. De meeste gezinnen zijn gericht op de landbouw en produceren meestal rijst, aardnoten, mango, cashewnoten, gierst, maniok, oliepalm of kokosnoten voor eigen of lokaal gebruik.
Dieren zoals kippen, geiten en koeien worden veelvuldig gekweekt. Melk wordt niet gebruikt voor menselijke consumptie, omdat er geen koelinstallaties zijn en bij gebrek aan transport.
Groenten worden er onvoldoende gekweekt en gegeten. De maaltijden zijn redelijk eentonig; twee keer rijst per dag is geen uitzondering. ’s Morgens wordt er dikwijls gierstpap gegeten. Vlees wordt alleen gegeten bij feesten, of als er bezoek is.

## Water en klimaat
Waterputten zijn 20 m diep. Meestal is er een waterput per quartier. Normaal blijven de waterputten het hele jaar water geven. Water wordt nog altijd op het hoofd gedragen. Drinkwater wordt bewaard in gesloten aarden kruiken om het koel te houden; waswater in een open plastiek kuip.
De regenval is normaal gesproken overvloedig tijdens het regenseizoen gedurende de maanden juli-augustus. Rijst wordt geplant half augustus tijdens het regenseizoen, en wordt geoogst tussen Kerstmis en Nieuwjaar. Als het onvoldoende regent, kan de rijst niet worden geplant, en dit leidt tot voedseltekorten tijdens het droge seizoen.
Drinkwaterproblemen
In de jaren 1980 keurde de Senegalese overheid een geïntegreerd project goed voor de Tendouck regio. Een belangrijke doelstelling was drinkwater te leveren aan de lokale gemeenschap. Een watertoren werd gebouwd in Mandégane om de dorpen Bagaya en Mandégane te voorzien van drinkwater. De ruwbouw is klaar maar de toren is nog altijd niet in gebruik. Sint-Ulriks-Kapelle sponsorde in 2009 de aansluiting van de huizen op het publieke distributienet. De inwoners wachten met ongeduld om de waterleiding ter beschikking te hebben. Blijven zout water drinken uit de kleine waterputten is niet echt een optie.

## Projecten

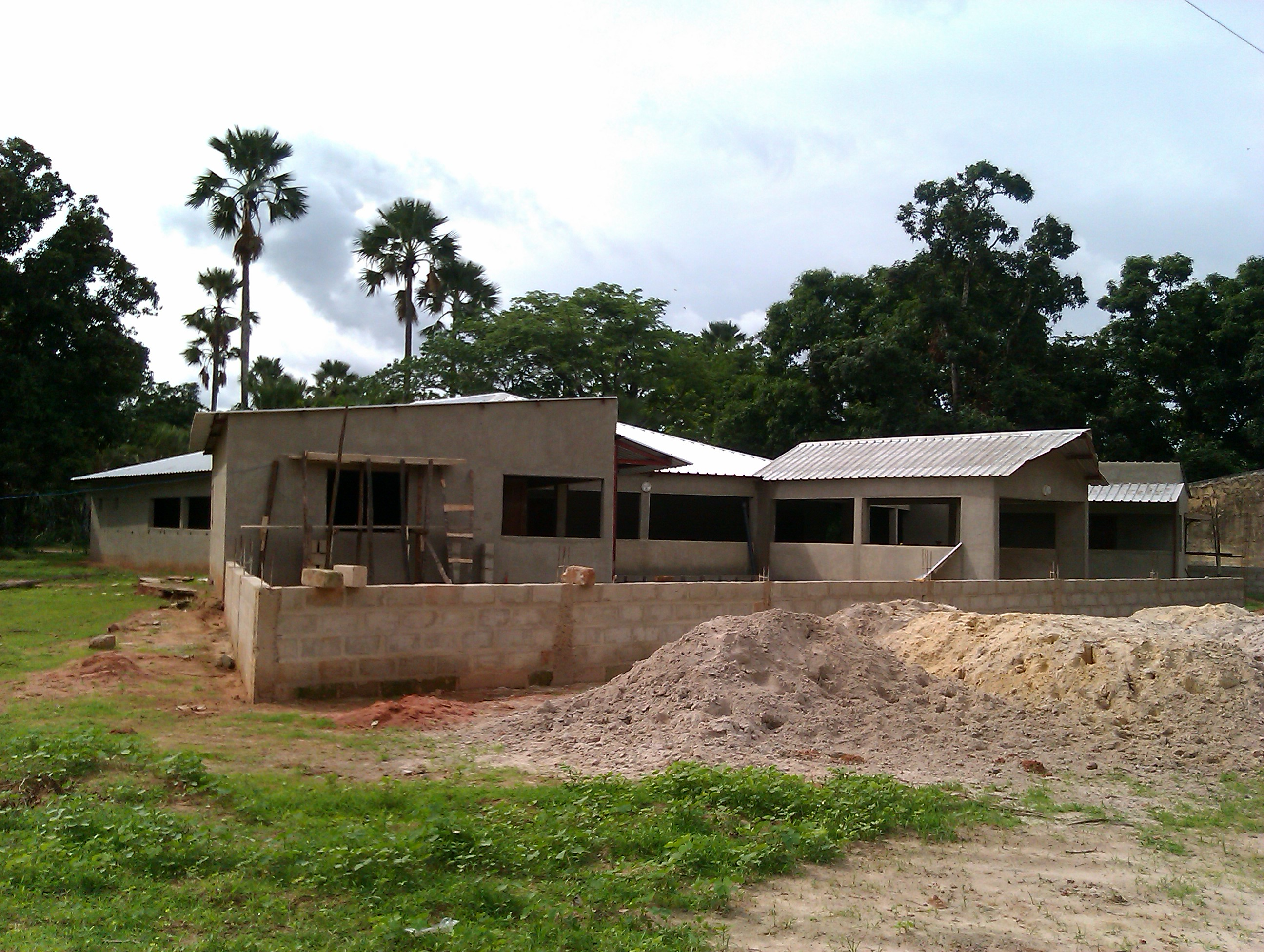
Foyer des jeunes te Bagaya

Bagaya verbroedert met Sint-Ulriks-Kapelle, dat verschillende projecten steunt zoals de school, het dispensarium, de materniteit, de rijstpelmachine, de gierstmolen, stromend water, het textielatelier en de Foyer des Jeunes.
Het grote project van de groentetuin is een geïntegreerd ruraal ontwikkelingsproject gesteund door de NGO's ASRADEC, USAID en het NCOS (België) voor de dorpen Bagaya, Dianki, en Kartiack om landbouwactiviteiten te stimuleren zoals cultivatie, opleiding en het vermarkten van de producten.
Het project met de prauw is mislukt omdat ondertussen het vervoer over de weg opgang heeft gemaakt. De prauw was te traag, te groot en gebruikte te veel brandstof waardoor deze economisch niet langer rendabel was. Een afvaart naar Ziguinchor (ongeveer 80 km) duurde 8 uur; gemotoriseerd over de weg is dat slechts 2 uur en 55 km. Een minibusje kan vervoer geven vanaf 10 personen, terwijl er voor de prauw minstens 50 passagiers moeten meevaren om het enigszins economisch te houden.
In Affiniam is er in 1988 in samenwerking met China een dam gezet met de bedoeling het zoute zeewater tegen te houden en de velden te kunnen irrigeren. Maar omdat daardoor het zoete water niet meer kon doorstromen naar de Atlantische Oceaan is het brakke water verdampt, en zijn de velden verzilt. De mangrove is helemaal uitgedroogd. De lokale visvangst is volledig verdwenen. Vis moet nu van 50 km ver via bestelwagens worden aangevoerd.

## Cultuur en folklore

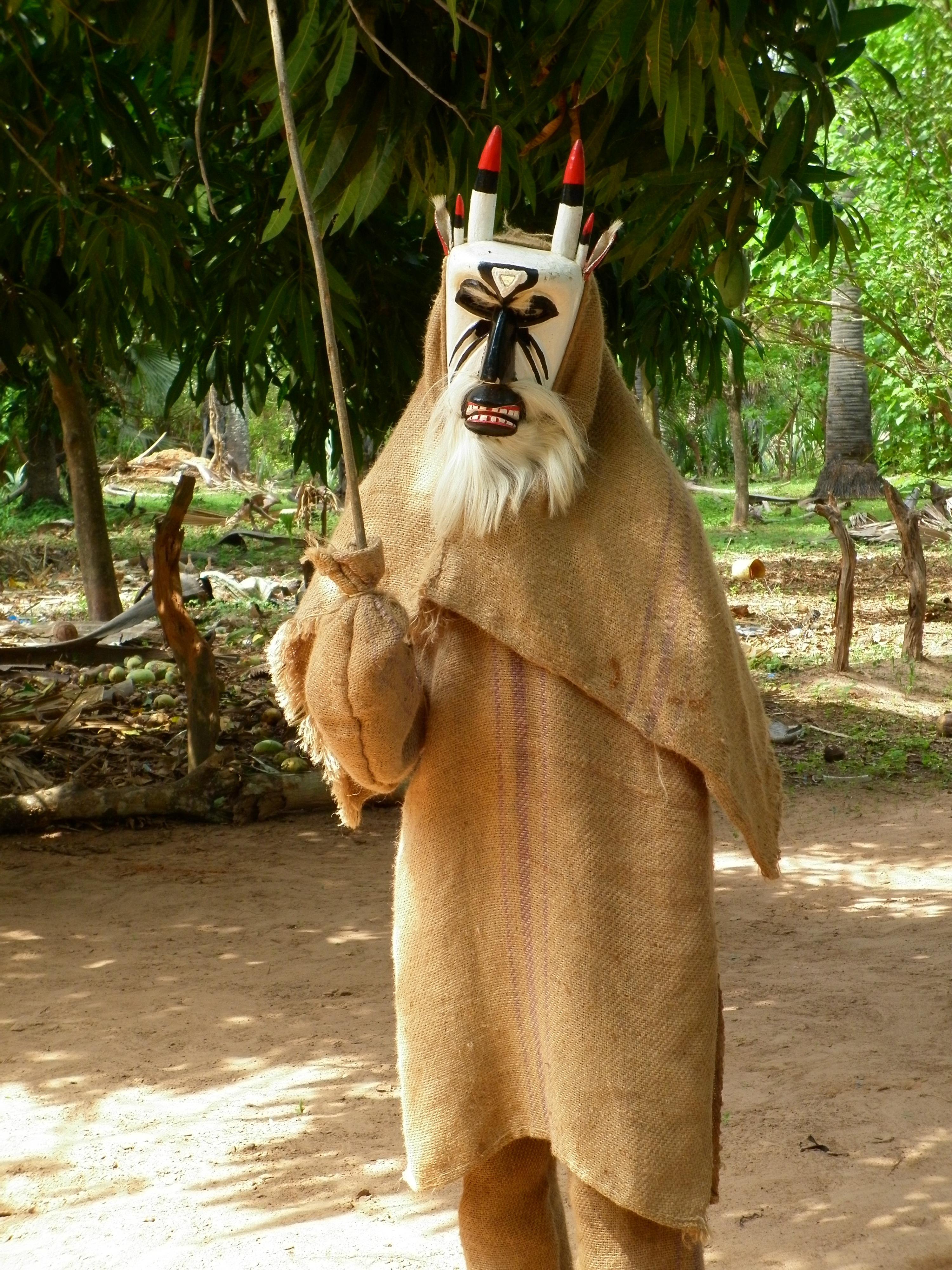
Samay

De spreektaal is het Diola. Geschoolde inwoners spreken goed Frans. De Diola bevolking is hoofdzakelijk moslim. De gemeenschap is strikt hiërarchisch opgebouwd rond de dorpschef. Tijdens volkse feesten (Journées culturelles) wordt er gedanst rond gemaskerde mythologische figuren als de Samay, de Kumpo, en de Niasse.

## Woonwijken
De hoofdweg loopt van NO (Mandégane) tot ZW (Fontama, Diatock). De wijken Énébané, Elegning en Foutama liggen op de hoofdweg. De overige woonwijken liggen Z-ZO-O of ZW-W-NW ten opzichte van de hoofdweg.
| Oriëntatie | Gehucht  | Sous-quartier             | Bezienswaardigheid                                   |
| ---------- | -------- | ------------------------- | ---------------------------------------------------- |
| N-NO       | Énébané  | -                         | School, gierstmolen, rijstpelmachine, textielatelier |
| O          | Eléoul   | Kambirane, Kassana, Thiès | Groententuin                                         |
| Z          | Kagouth  | -                         | Materniteit, dispensarium, smidse                    |
| ZW         | Djinia   | Elegning                  | Dorpschef, Foyer des jeunes, Journées culturelles    |
| ZW         | Djinia   | Foutama                   | Voetbalveld                                          |
| ZW         | Djinia   | Bassène                   | Projectveld                                          |
| W-NW       | Kourouck | -                         | La Reine                                             |

## Bereikbaarheid
- Een zware dagreis van 450 km met de wagen van Dakar via Kaolack en Farafenni/Soma (viaduct over de Gambia).
- 15 uur met de ferryboot Aline Sitoe Diatta van Dakar naar Ziguinchor over de Atlantische Oceaan en de Casamance
- Binnenlandse vlucht Dakar-Ziguinchor met Sénégal Airlines
- 55 km met de wagen van Ziguinchor

## Communicatie
Er is geen internet. Vaste telefoonlijnen zijn niet aanwezig (er is een enkele telefooncel in de buurt van de dorpschef). Mobiele communicatie is algemeen beschikbaar maar blijft duur voor de lokale bevolking.